# Otto Seeck
Otto Karl Seeck (født 2. februar 1850, død 29. juni 1921) var en tysk oldtidshistoriker. Hans arbejde om senantikken havde en socialdarwinistisk tendens der på mange punkter rykkede ham i nærheden af Oswald Spengler og nu mest har videnkabshistorisk interesse.